# Comuna de Karczmiska
Karczmiska (polaco: Gmina Karczmiska) é uma gminy (comuna) na Polónia, na voivodia de Lublin e no condado de Opolski (lubelski). A sede do condado é a cidade de 1999.
De acordo com os censos de 2004, a comuna tem 6272 habitantes, com uma densidade 65,9 hab/km².

## Área
Estende-se por uma área de 95,21 km², incluindo:
- área agricola: 72%
- área florestal: 22%

## Demografia
Dados de 30 de Junho 2004:
|                      | Total   | Total | Mulheres | Mulheres | Homens  | Homens |
| -------------------- | ------- | ----- | -------- | -------- | ------- | ------ |
|                      | pessoas | %     | pessoas  | %        | pessoas | %      |
| População            | 6272    | 100   | 3128     | 49,9     | 3144    | 50,1   |
| Densidade (pop./km²) | 65,9    | 100   | 32,9     | 32,9     | 33      | 33     |

De acordo com dados de 2002, o rendimento médio per capita ascendia a 1278,64 zł.

## Subdivisões
- Bielsko, Chodlik, Głusko Małe, Górki, Jaworce-Mieczysławka, Karczmiska, Głusko Duże-Kolonia, Wolica-Kolonia, Uściąż-Kolonia, Noworąblów, Słotwiny, Uściąż, Wolica, Wymysłów, Zaborze, Zagajdzie.

## Comunas vizinhas
- Kazimierz Dolny, Łaziska, Opole Lubelskie, Poniatowa, Wąwolnica, Wilków